# Carl Gustaf Frölich

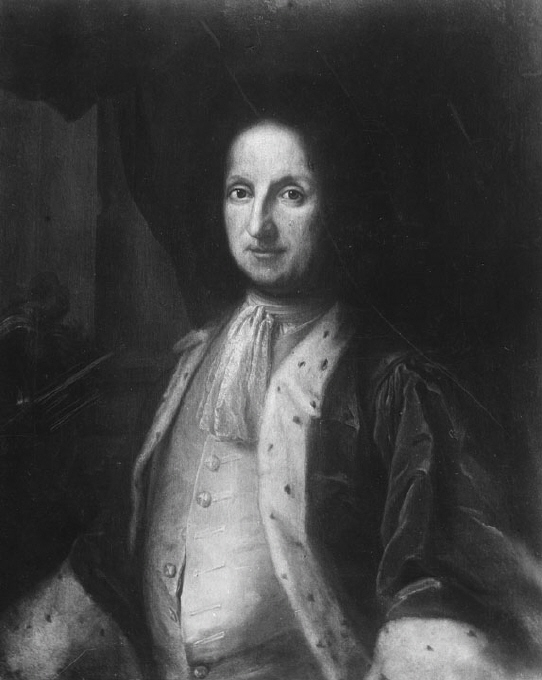
Der spätere General Carl Gustav Fröhlich begann 1665 seine militärische Karriere beim schwedischen Heer

Carl Gustaf Frölich, 1700 Freiherr, 1706 Graf, (schwedisch Carl Gustaf friherre och greve Frölich; * 1637; † März 1714 in Stockholm) war ein schwedischer General der Infanterie.

## Leben

### Herkunft und Familie
Carl Gustaf war Angehöriger der ursprünglich aus Gerdorf in der Steiermark stammenden und 1682 in Schweden naturalisierten Adelsfamilie Frölich. Seine Eltern waren der schwedische Oberst Hans Christoffer Frölich (1602–1658) und Elisabeth, geborene von Plessen aus dem Haus Neuenhof und Ventschow († nach 1665). Seine Schwester Eva Margaretha Frölich war Chiliastin und verfasste Schriften in deutscher und holländischer Sprache. Carl Gustaf Frölich vermählte sich in erster Ehe mit Plantina Margareta Bengtsdotter († 1690) und in zweiter Ehe mit Beata Christina Cronström (1671–1752). Aus beiden Ehen sind insgesamt zehn Kinder hervorgegangen.

### Werdegang
Frölich nahm bereits an der Besetzung weiter Gebiete in Polen teil, begann aber seine Laufbahn im schwedischen Heer erst 1665 als Kornett im Regiment von Oberst Wolmar Wrangel. Er avancierte 1670 zum Kapitänleutnant im Kalmar-Regiment und stieg noch im selben Jahr zum Kapitän im Jämtlands-Regiment auf. Dort blieb er bis zu seiner Beförderung zum Major im Jahre 1676 und wechselte im selben Jahr als Oberstleutnant und Kommandant nach Bohus. 1678 war er als Oberst Kommandant in Marstrand und 1679 ebensolcher in Malmö. Nach Ende des Nordischen Krieges wurde er bei der Ritterschaft naturalisiert. Er avancierte 1893 zum Generalmajor der Infanterie und wurde Gouverneur von Västernorrland, Jämtland und Härjedalen. Er befehligte 1698 das Hälsinge-Regiments und wurde zu Ausbruch des Großen Nordischen Krieges sowohl Gouverneur von Riga als auch Generalleutnant der Infanterie. Schließlich erfuhr er im selben Jahr die Hebung in den schwedischen Freiherrnstand. Er nahm 1701 an der für Schweden siegreichen Schlacht an der Düna teil und stieg 1702 zum Generalgouverneur von Schwedisch-Livland auf. 1704 wurde er General der Infanterie und Befehlshaber über die Garnisonsregimenter in Riga. Er war von 1705 an königlicher Rat und Präsident des Hovrätt in Dorpat und wurde 1706 in den schwedischen Grafenstand erhoben.